# فروزن (فلم 2010)
فروزن (بالإنجليزية: Frozen) هو فيلم رعب أمريكي صدر عام 2010 كتبه وأخرجه آدم جرين. الفيلم من بطولة إيما بيل، شون أشمور وكيفين زيغرس.

## روابط خارجية
- مقالات تستعمل روابط فنية بلا صلة مع ويكي بيانات